# Fernando Rodríguez Paredes
Fernando Rafael Rodríguez Paredes (Riobamba, 23 de noviembre de 1936) es un médico y político ecuatoriano.

## Biografía
Nació el 23 de noviembre de 1936 en Riobamba, provincia de Chimborazo. Realizó sus estudios secundarios en el colegio Nacional Maldonado de Riobamba y los superiores en la Universidad de Guayaquil, donde obtuvo el título de médico cirujano.
En 1978 se convirtió en prefecto provincial de Chimborazo. En las elecciones legislativas de Ecuador de 1986 fue elegido diputado nacional en representación de Chimborazo por el Partido Socialista Ecuatoriano (periodo 1986-1988). En 1996 fue elegido para un nuevo periodo en el Congreso (1996 a 1998), esta vez de la mano del partido Democracia Popular.